# 라트하우스 라이니켄도르프역
라트하우스 라이니켄도르프역(U-Bahnhof Rathaus Reinickendorf, (듣기 (도움말·정보))은 베를린 라이니켄도르프구 비테나우에 있는 U8의 역이다. 1994년 9월 29일 비테나우 방면 U8 연장 당시 개업했다.
역사 설계는 라이너 륌러가 담당했다. 엘리베이터와 에스컬레이터가 설치되어 있다. 라이니켄도르프 구청(Rathaus Reinickendorf)은 이 역 북쪽 출입구 서쪽의 아이히보른담(Eichborndamm)에 위치해 있다. 승강장 양쪽 끝은 남쪽과 북쪽의 별도 대합실로 연결된다. 남쪽 대합실은 지상 구조물이 있으며, 노르트그라벤(Nordgraben)에 다리 형태로 설치되어 있다. 승강장 외벽은 붉은 벽돌로 마감되어 있으며, 중간에 천연석 블록이 끼어 있다. 승강장 중앙 기둥은 붉은색, 흰색, 검은색, 노란색으로 구성되어 있다.
베를린 버스 X33, 220, 221, 322번과 환승할 수 있다.

## 인접 철도역
| 베를린 지하철 8호선                          | 베를린 지하철 8호선 | 베를린 지하철 8호선 |
| -------------------------------------------- | ------------------- | ------------------- |
| 카를본회퍼네르펜클리니크 헤르만슈트라세 방면 | U8                  | 비테나우 방면       |